# Kerivoula flora
Kerivoula flora é uma espécie de morcego da família Vespertilionidae. Pode ser encontrada na Indonésia e Malásia.